# 洛潼铁路
洛潼铁路是清朝末年开工建设的一条连接豫陕两省的铁路线，全长237.2公里。于1910年开工建设东段，因时局动荡和资金等问题，铁路被迫分段建设，最终于1932年1月全线通车。铁路东从洛阳起，经新安、渑池、陕州至潼关。铁路在洛阳连接汴洛铁路，向东可抵郑州、开封，并在郑州连接京汉铁路。

## 历史
光绪三十四年（1908年），邮传部尚书、海州人沈云霈提出将汴洛铁路向东西两端扩展，开筑一条东起徐州进而延伸到海州，西至潼关（即洛潼线）的东西向长线铁路，这一建议引起了清政府的重视。1907年，清政府正式批准修筑洛潼铁路，由民众集股筹建。王安澜等40余人成立“河南铁路公所”（后改为洛潼铁路公司），联合河南富商合力集股。
1913年1月1日，洛潼铁路商办公司取消，汴洛铁路并入筹建中的陇海干线，归交通部陇海铁路督办总公所管辖。8月23日，河南商办洛潼公司收归国有，洛潼铁路修建并入陇海干线。同年，比利时公司发售了第一期铁路债票，洛潼线工程由洛阳向西开工，但不久一战爆发，比利时卷入战争，第二期债票因而未能及时发行。为保障工程进展，北洋政府交通部发行了500万银元的短期国债，以备工程之用。1915年9月，洛阳至观音堂的30公里的线路竣工，并于1916年1月正式通车。此后由于建设资金不足，修建工程停顿长达4年之久。
洛潼线西段观音堂至灵宝段在1920年开工，曾因资金不济于1924年5月修至陕州后中断。观音堂至陕州段只有48.8公里，但是地形复杂，工程量较大。为了解决资金问题，1924年7月，北洋政府派陇海铁路督办赵德三又与比利时公司签订了《陇海铁路发行第三批债票续订附件》，比方发行1000万元银元债票短期债票，用以修建陕州至西安段铁路。于是陕州至灵宝段在1925年重新动工，1927年11月竣工。
1930年，中華民國政府决定把洛潼铁路向西延长，利用庚子赔款由灵宝向潼关方向扩展。铁路西延段于1931年12月竣工，1932年1月正式通车。